# Forze armate yemenite
Le Forze armate yemenite (in arabo: القوات المسلحة اليمنية) sono le forze armate dello Yemen. Sono composte dall'Esercito yemenita (inclusa la Guardia repubblicana), la Marina militare yemenita (inclusi i Marines), la 1ª Divisione corazzata e la Al-Quwwat al-Jawwiyya al-Yamaniyya (Forza Aerea Yemenita, che include la forza di difesa aerea). Le forze armate yemenite sono sotto una continua riorganizzazione. Le forze aeree le forze di difesa aeree sono ora sotto un unico comando. La marina militare è concentrata ad Aden.

## Storia
La Repubblica Araba dello Yemen e la Repubblica Democratica Popolare dello Yemen si sono riunificate il 22 maggio del 1990.
Lo Yemen ha usato bambini soldato tra il 2001 e il 2004. Bambini soldato sono usati anche dalle milizie tribali come risulta dal 2011.
Sin dalla guerra civile nel 2014, Le forze armate yemenite si sono divise in lealiste fedeli al presidente 'Ali 'Abd Allah Saleh e pro-governative fedeli al presidente 'Abd Rabbih Mansur Hadi.

## Struttura
Il comandante supremo delle forze armate yemenite è il Feldmaresciallo 'Abd Rabbih Mansur Hadi, il presidente dello Yemen dal 2012.
Il numero del personale militare attivo nello Yemen è piuttosto alto, sommando, lo Yemen ha la forza militare più numerosa nella Penisola arabica dopo l'Arabia Saudita. Nel 2012, il numero di truppe attive era stimato in 66.700 uomini nell'Esercito, 7000 marinai e 5000 piloti. Nel settembre del 2007, il governo yemenita ha annunciato la reintroduzione della leva obbligatoria. Il budget di difesa dello Yemen, che nel 2006 rappresentava approssimativamente il 40% del budget totale del governo yemenita rimarrà alto finché ci saranno minacce alla sicurezza interna dello Yemen.